# Warhammer Monthly
Warhammer Monthly var en brittisk serieantologi, publicerad av Games Workshops förlag Black Library från mars 1998 till december 2004, med totalt 86 nummer. De sista två numren gavs ut under namnet Warhammer Comic. Serierna utspelades bland annat i de fiktiva världarna från Games Workshops figurspel Warhammer och Warhammer 40,000.
Serietidningen var en antologi och innehöll vanligtvis tre till fyra serier med sju till åtta sidor var. Serierna var ofta uppbyggda som följetonger och kunde spänna över flera månader. Det populäraste serierna återkom och samlades ihop och gavs ut i seriebokformat. Decembernumret 2002 kallades Warhammer Warped Visions och innehöll småberättelser från Black Librarys populäraste serier men omkastade mellan världarna Warhammer och Warhammer 40,000. Till exempel var mörkerlaven (en: Dark Elf) Malus Darkblade porträtterad som en Dark Eldar (en fiktiv ras i Warhammer 40,000) medan titanen Imperius Dictatio visades som en imperisk ångdriven stridsvagn (en: Empire Steam Tank).
Warhammer Monthly lades ned efter nummer 86 på grund av den dåliga försäljningen i jämförelse med de många böckerna som Black Library producerade. 2006 licenserade Games Workshop rättigheterna till serierna till Boom! Studios, vars första Warhammer 40,000-serie var Damnation Crusade, skriven av Dan Abnett. Under 2007 öppnade Black Library Warhammer Monthly Archive - en webbplats med gratis PDF-versioner av serier som ska uppdateras regelbundet.
Warhammer Monthly har nominerats till två Eagle Awards och vunnit en:
- 1999 - nominerad till Favourite British Comic
- 2000 - nominerad till Favourite British Comic
- 2004 - vann Favourite British Comic